# Norddeich

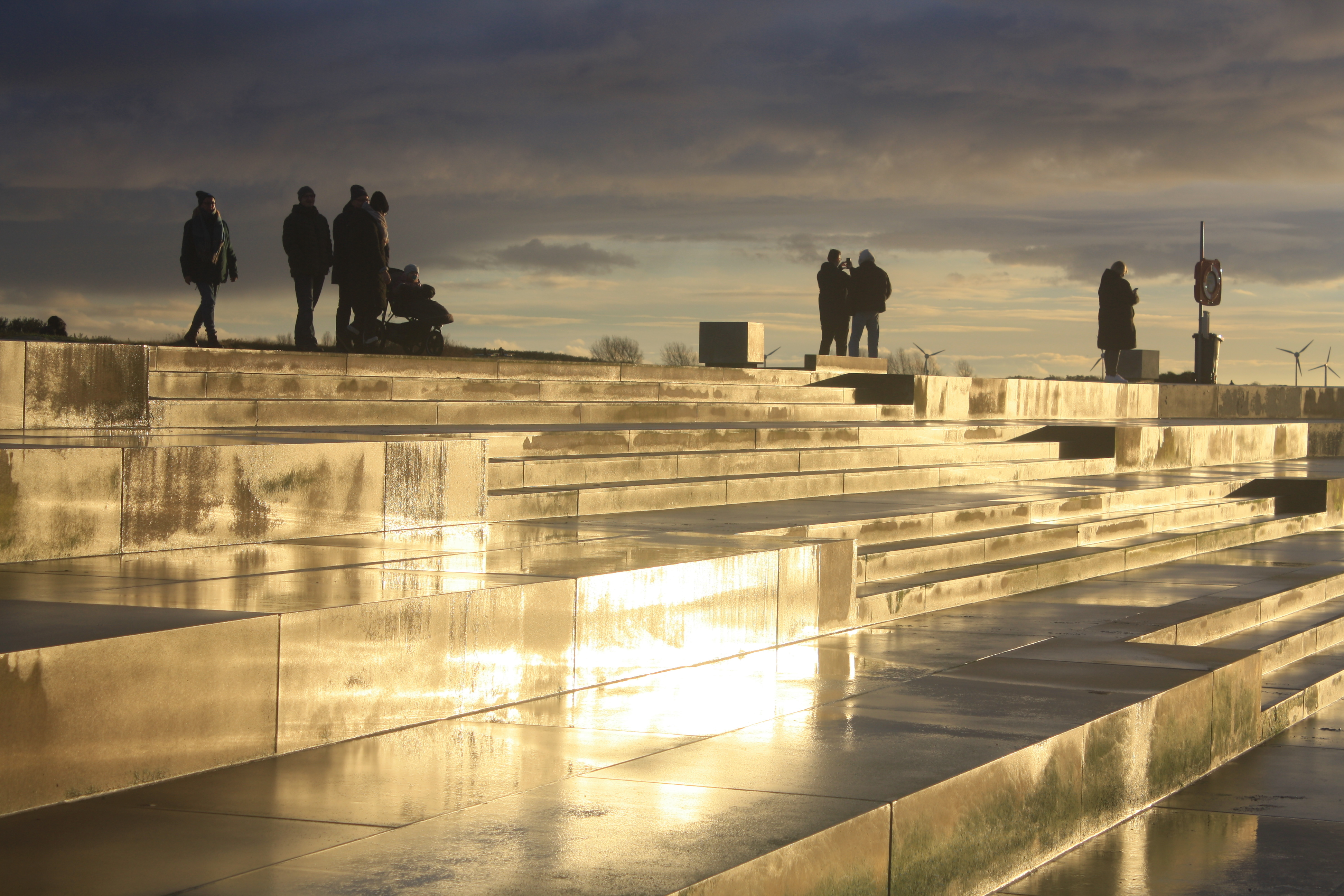
Norddeich, neue Promenade (2023)

Norddeich (ostfriesisches Platt Noorddiek) ist ein Stadtteil von Norden im Landkreis Aurich mit 1264 Einwohnern (31. März 2020), die sich auf einer Fläche von 10,43 Quadratkilometer verteilen. Er liegt im Nordwesten Ostfrieslands unmittelbar an der Nordseeküste und ist seit 1979 ein „staatlich anerkanntes Nordseebad“.

## Bedeutung
Am 24. Juni 2010 verlieh der damalige niedersächsische Wirtschaftsminister Jörg Bode dem Stadtteil mit dem Prädikat Nordseeheilbad die höchste touristische Anerkennungsstufe.
Vom Hafen Norddeich aus gelangen mit den Fähren der Reederei Norden-Frisia jährlich 2,25 Millionen Menschen sowie 175.000 Fahrzeuge zu den vorgelagerten Inseln Juist und Norderney. Nach Puttgarden und Rostock ist Norddeich der drittgrößte Personenhafen Deutschlands und der größte in Niedersachsen.

## Geographie

### Lage

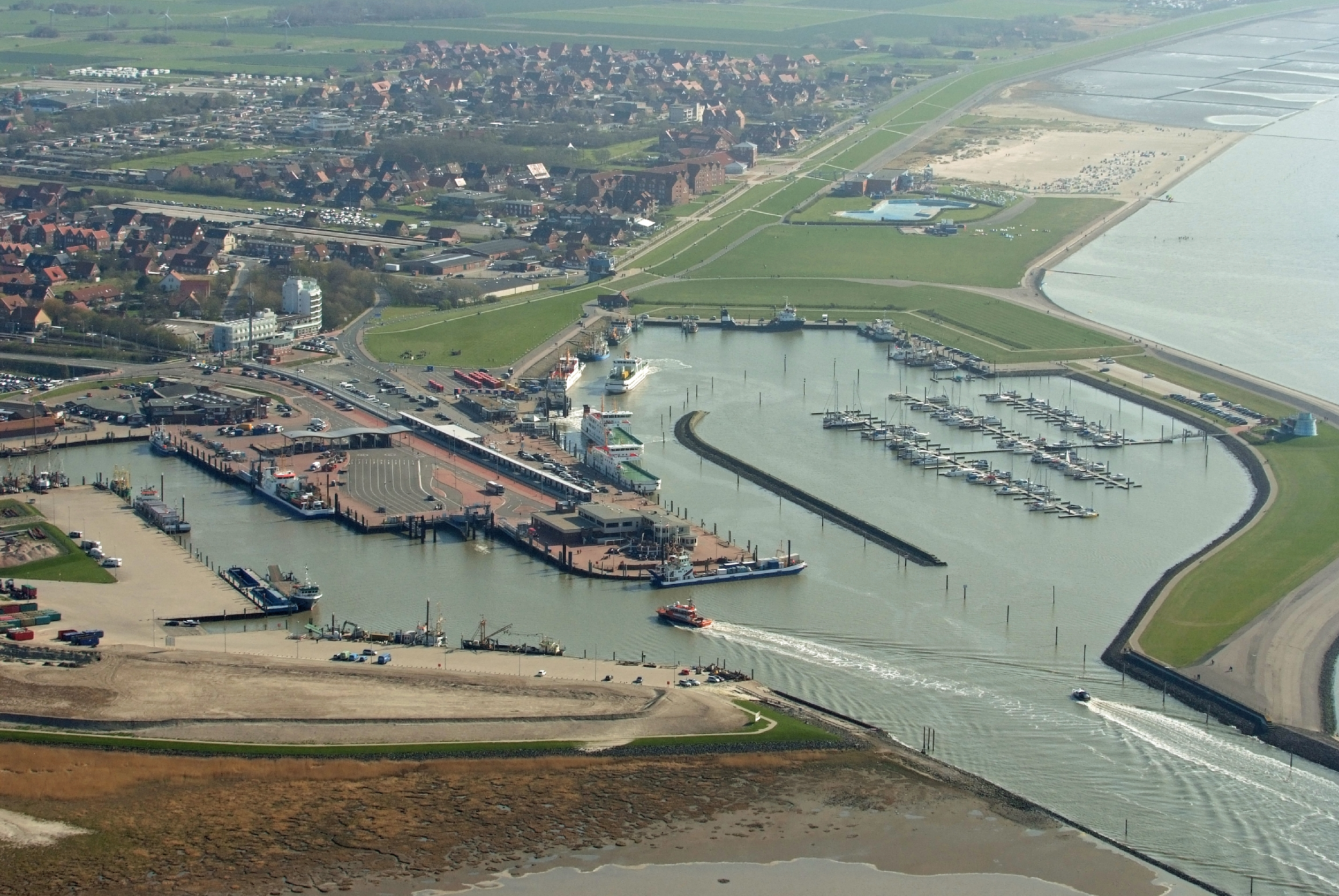
Westlicher Teil Norddeichs mit Hafen (2013)

Norddeich gehört zur Stadt Norden. Begrenzt wird Norddeich in nördlicher Richtung vom Wattenmeer, im Osten und Westen von den Stadtteilen Ostermarsch und Westermarsch II. Südlich grenzt die Kernstadt Norden an den Ort. Während in der östlich gelegenen Gemarkung Lintelermarsch landwirtschaftliche Flächen vorherrschen, ist der Ortskern von Norddeich vom Tourismus geprägt. Der Hafen spielt als Endpunkt der Eisenbahn sowie der Straßenverbindungen für die Versorgung der vorgelagerten Inseln Juist (1158 Einwohner, 129.000 Gäste mit rund 984.000 Übernachtungen im Jahr 2014) und Norderney (5309 Einwohner, 512.000 Gäste mit mehr als 3.458.000 Übernachtungen im Jahr 2014) eine wichtige Rolle.

### Geologie
Während der Stadtkern von Norden auf einer Sandinsel liegt, die dem nordwestlichsten Ausläufer des ostfriesischen Geestrückens vorgelagert ist, befindet sich das gesamte Ortsgebiet von Norddeich in der Marsch. Die dort vorherrschenden sandigen Tonböden (Klei) gelten als sehr fruchtbar. Kennzeichnend für diese Nassböden ist die Notwendigkeit einer intensiven Entwässerung der nur geringfügig über Normalnull liegenden Gebiete, die in Norddeich neben künstlichen Gewässern wie Hafen, Kanälen und Sielen vor allem über das Schöpfwerk Leybucht des Entwässerungsverbandes Norden gewährleistet wird.

### Klima
Norddeich liegt in der gemäßigten Klimazone, hauptsächlich im direkten Einfluss der Nordsee. Im Sommer sind die Tagestemperaturen tiefer, im Winter häufig höher als im weiteren Inland. Das Klima ist insgesamt von der mitteleuropäischen Westwindzone geprägt. Norddeich liegt an der Klimagrenze zwischen hohem Reiz-, Watt- und Küstenlandklima, womit der Aufenthalt im Ort für bestimmte Erkrankungen ein bedeutsamer Heilfaktor sein kann.
Nach der effektiven Klimaklassifikation von Köppen befindet sich Norddeich in der Einteilung Cfb. C steht für ein warm-gemäßigtes Klima, Cf für ein feucht-gemäßigtes Klima mit warmen Sommern b. Die jährliche Niederschlagsmenge liegt zwischen 725 und 750 Millimeter, die mittlere jährliche Sonnenscheindauer bei 1700 bis 1750 Stunden.
Die nächstgelegene Wetterstation an der Festlandsküste befindet sich in Emden.

## Geschichte
Der Großteil des Gebiets des heutigen Ortes war bis in das frühe 18. Jahrhundert hinein landwirtschaftlich genutzte Fläche in der Lintelermarsch und lag weiter im Landesinneren als heute. Nordwestlich von Norddeich gab es am damaligen Deichfuß in der Ortschaft Itzendorf einen ersten Schiffsanleger. Die Weihnachtsflut von 1717 durchbrach die Deichlinie und überflutete Itzendorf. Nachdem Instandsetzungsversuche erfolglos geblieben waren, wurde Itzendorf nach der Neujahrsflut 1721 aufgegeben und die Deichlinie südlich an die heutige Stelle verlegt. In unmittelbarer Nähe des untergegangenen Dorfes entstand spätestens ab 1780 ein rund 20 Metern langer Nachfolgebau für den Hafen, der bis 1840 in Betrieb war. Östlich davon entwickelte sich seit dem Ende des 18. Jahrhunderts dann ein weiterer Hafen, den man zunächst als Fischerhausen (…) am sogenannten Norddeich bezeichnete. Die Ortsbezeichnung legt nahe, dass in der Siedlung einige Fischer ansässig waren. Um diesen Hafen gruppierten sich zwei Bauernhöfe und ein Wirtshaus zu einer Kleinstsiedlung, die die Keimzelle des heutigen Ortes bildeten.

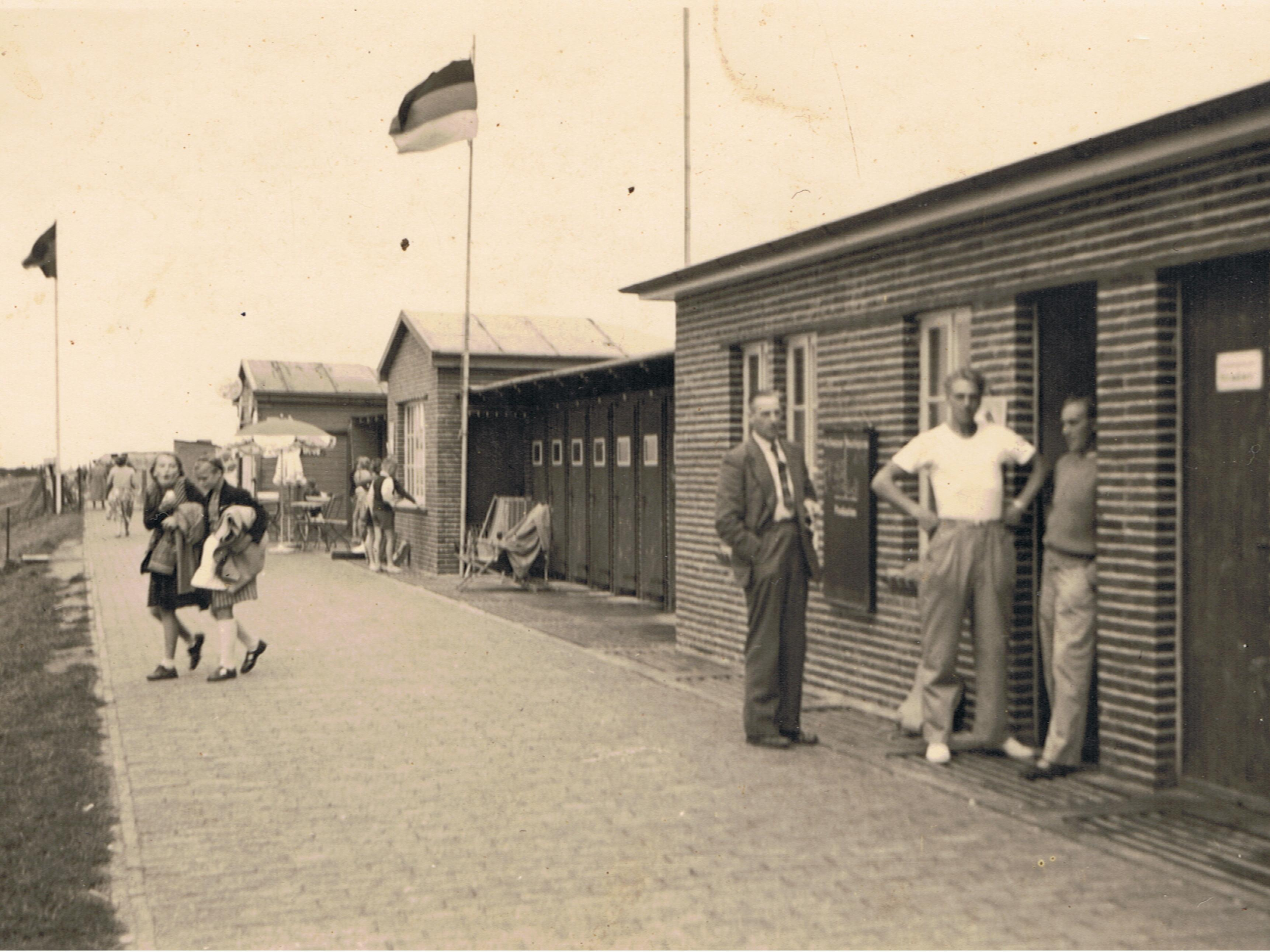
Strandhalle und Umkleidekabinen der Seebadeanstalt Norddeich (um 1955)

Auch der Tourismus spielte für die Entwicklung des Ortes schon früh eine Rolle. Der wohl älteste schriftliche Beleg dafür ist ein von Roolf W. Seeberg, Inhaber des Seebergskruges am Norddeiche, am 21. Juli 1813 veröffentlichter Prospekt. Darin erklärt er einem geehrtem Publikum: „Die kleine Seebadeanstalt am Norddeiche ohnweit Norden betrf. mache ich Unterzeichneter […] näher bekannt.“ Es folgen Informationen und Preisangaben für warme und kalte Bäder in seinem Hause diesseits des Deiches sowie für die Nutzung einer Badekutsche jenseits des Deiches. Seeberg bot zur mehreren Bequemlichkeit der resp. Herren Badegäste auch ein Fahrdienst im verdeckten 4sitzigem Wagen, und zwar zweimal täglich – vormittags um 10 und nachmittags um 2 Uhr – von Norden aus an. Gegen diesen Prospekt, der auf der Vorderseite in deutscher und – mit Blick auf die napoleonische Besatzungstruppen – auf der Rückseite in französischer Sprache abgefasst war, intervenierte der Präfekt des Départements Ems-Oriental, da für die Veröffentlichung keine Genehmigung eingeholt worden sei. Diese aber wäre schon deshalb notwendig gewesen, weil der Prospekt „ein Zulauf von fremden Reisenden auf die äußersten Gränzen des Reiches bewirken [könnte]“. Seeberg wandte sich deshalb – den Dienstweg einhaltend – am 6. August 1813 an den Maire (Bürgermeister) von Lintelermarsch und suchte dort offiziell um eine Genehmigung für seinen Badebetrieb nach. Seinen Antrag begründete er unter anderem auf folgende Weise: „So habe ich mich entschloßen, weill ich am Deiche wohne, vor [= für] unseres Landes Leute zu mehr bequemlichkeit es einzurichten, das Herren und Dames die sich Schienären [= genieren] öffentlich zu baden, sich durch eine Maschine sich können herein farren [= fahren] laßen, und unter ein Fallschirm zu Baden.“ Außerdem verwies Seeberg auf die wissenschaftliche Abhandlung eines Professor Vogels über den Nutzen gebrauch der Seebäder und einen anderen französischen Aufsatz, in dem Vogel die These vertrat, dass das Seebad in mehreren Krankheiten fast durch nichts zu ersetzen ist. Ob der Maire dem Antrag, dem die Bitte, ihn auch der Hf. Prefect Sr. Huld und Wohlwollen zu empfellen, beigefügt war, stattgab, ist nicht bekannt. Die politischen Verhältnisse änderten sich 1813. Norddeich war fortan für zwei Jahre wieder preußisch.
Im Jahr 1813 wurde Norddeich erstmals als Küstenbadeort in der Gemeinde Lintelermarsch bezeichnet. Als Hafen für das südlich gelegene Norden spielte der Ort hingegen lange Zeit keine Rolle, da die Stadt über einen eigenen Zugang zum Meer verfügte, an dem ein Seehafen lag, der bis weit ins 19. Jahrhundert hinein Bedeutung hatte.
Die Gründung des ersten deutschen Nordseebades auf der vorgelagerten Insel Norderney im Jahr 1797 war für die Entwicklung des Ortes von entscheidender Bedeutung, zunächst noch gebremst von der napoleonischen Besatzungszeit (1806 bis 1813) und der gegen England eingerichteten Kontinentalsperre. Dadurch kam der Bäderbetrieb zum Erliegen. Norddeich gehörte in dieser Zeit zunächst dem Königreich Holland (bis 1810) und schließlich als Teil des Départements Ems-Oriental Frankreich an. Nach einem kurzen preußischen Intermezzo von 1813 bis 1815 fiel der Ort nach dem Wiener Kongress 1815 an das Königreich Hannover. In dieser Zeit begannen Planungen, vor dem schon vorhandenen Haus eine Fährschlenge (eine befestigte Buhne) anzulegen. Dieses Vorhaben genehmigte die erst ein Jahr zuvor gegründete Hannoverschen General-Direction des Wasserbaus, die oberste Zentralverwaltungsbehörde für sämtliche Wasserbausachen des Königreichs Hannover im Jahr 1824. Aus schweren Feldsteinen, Ziegelsteinschutt, Eisen und Tannenholz wurde dann ein rund 30 Meter langes Bauwerk, das an der Krone eine Breite von vier Metern aufwies, errichtet. Die Unterhaltung erwies sich als sehr kostspielig, da der Anleger durch Sturmfluten und Eiswinter immer wieder stark beschädigt wurde. Dieser staatlich betriebenen Anlegestelle folgte ab 1869/1870 in unmittelbarer Nähe eine privat betriebene Fährschlenge.

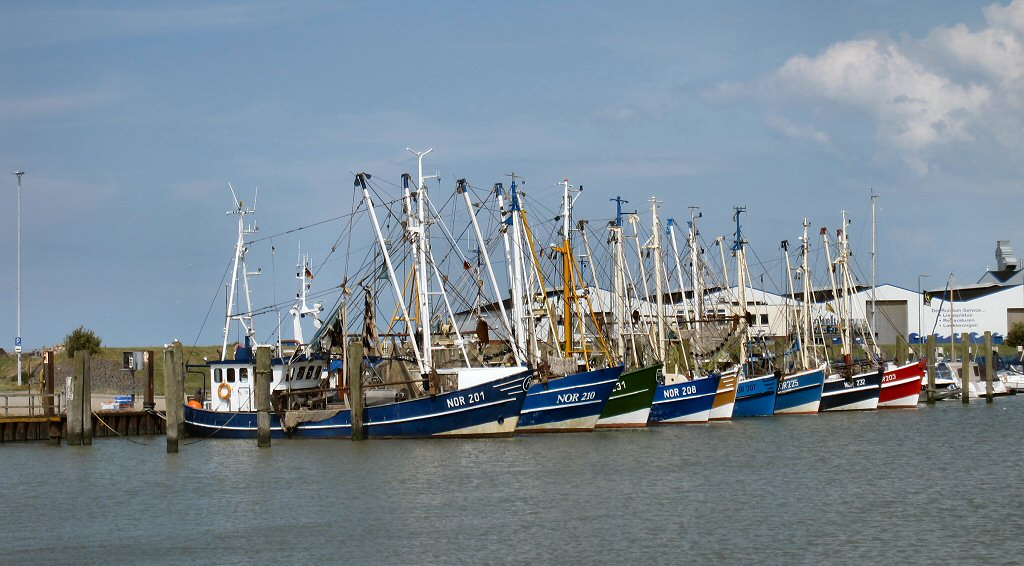
Fischerboote im Hafen von Norddeich

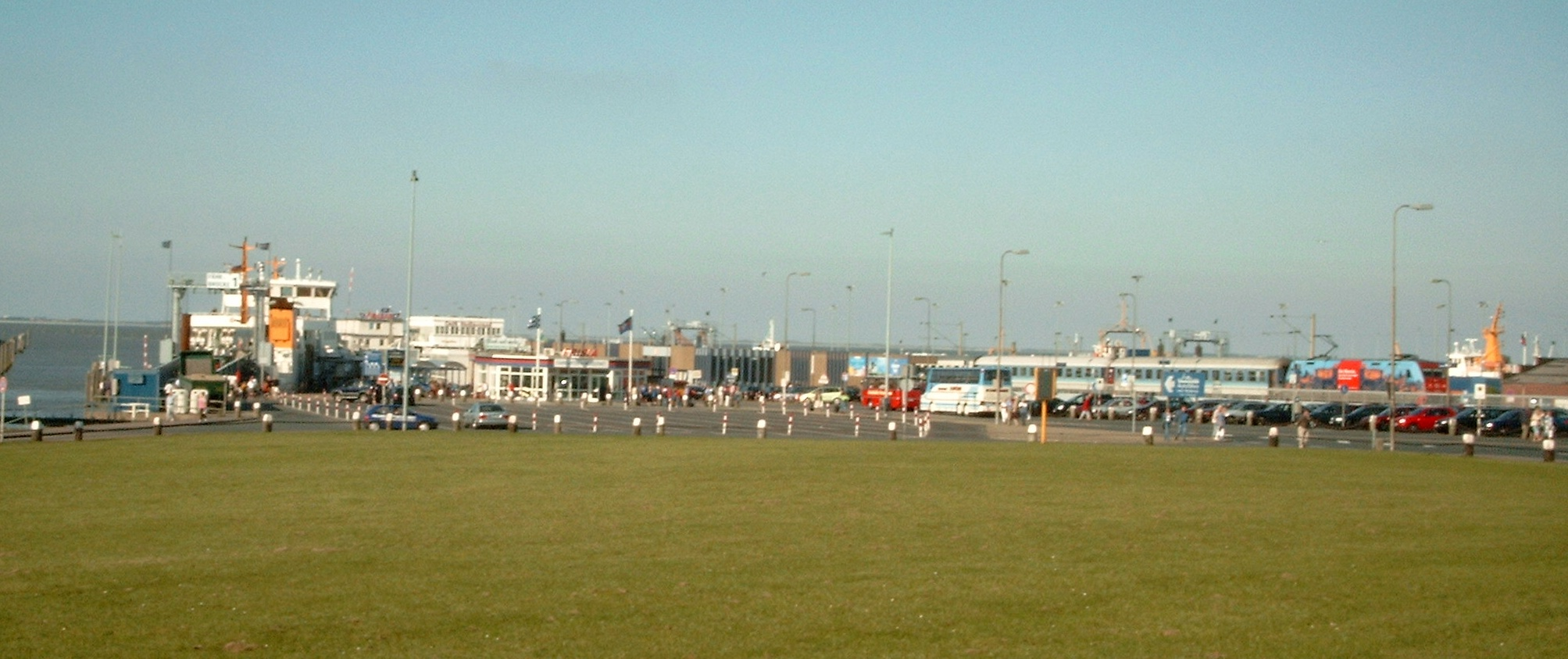
Bahnhof Norddeich Mole (rechts) und Fähranleger (links) vor der Modernisierung

Zunächst liefen Dampfschiffe aus Bremen und Hamburg Norderney an. Diese erreichten die Insel manchmal erst nach Tagen. Ab 1843 wurde Norderney auch von Emden und Leer mit großen Dampfschiffen angefahren. Dagegen wurde die Verbindung zu Norddeich mit kleinen unkomfortablen Seglern unterhalten, deren Fahrplan von den Witterungsverhältnissen abhängig war. Um „den Verkehr nach den Inseln Norderney und Juist in geordnete Bahnen“ zu bringen, gründeten 23 Männer aus Norden und Norderney im Juni 1871 die Dampfschiffsrhederei Norden. Diese nahm im folgenden Jahr mit dem Schraubendampfer Stadt Norden von Norddeich eine fahrplanmäßige, tidenabhängige Verbindung nach Norderney und Juist auf. Als Anlegestelle für große Dampfschiffe erwiesen sich die Fährschlengen im Hafen Norddeichs als ungeeignet. Mit den steigenden Gästezahlen stießen sie zudem an ihre Kapazitätsgrenze. Hinzu kam die beschwerliche Anreise. Zwar war die Stadt Norden ab 1883 an das nationale Eisenbahnnetz angeschlossen, von dort aus mussten die Gäste und Güter aber umständlich mit Pferdefuhrwerken, Linienwagen und Kutschen in das vier Kilometer entfernte Norddeich transportiert werden. Auch von den Fischern des Ortes gab es Forderungen nach einem Ausbau des Hafens. Ab 1889 war Norddeich an der Seeseite eine Großbaustelle. Bis 1892 wurden Hafen, Mole und Leitdämme errichtet. Anschließend konnte der tideunabhängige Schiffsverkehr nach Norderney aufgenommen werden. Der Verkehr nach Juist blieb jedoch bis heute von den Gezeiten abhängig. Vier Wochen nach der Hafeneröffnung wurde die von Norden bis an den Fähranleger Norddeich Mole verlängerte Eisenbahnlinie eröffnet.
Ab 1905 wurde die Küstenfunkstelle Norddeich Radio errichtet, die im April 1907 Eröffnung feierte. Knapp 100 Jahre lang wurden von dort Funktelegramme verschickt und Kommunikation hauptsächlich zu Schiffen auf allen Weltmeeren aufgebaut. Im Ersten Weltkrieg hatte die Station große Bedeutung für die Kaiserliche Marine und war entsprechend geschützt.
Vermutlich 1905/1906 gründeten Bürger aus Norden und Norddeich einen Kurverein, der die Zusammenarbeit zwischen den beiden Orten fördern sollte, was jedoch zunächst scheiterte. Die Badeverwaltung Norddeich und die Kurverwaltung in Norden gaben getrennt voneinander umfangreiche Werbebroschüren heraus. Nach 1918 erlangte der Fremdenverkehr eine immer größer werdende Bedeutung. Norddeich entwickelte sich so von einem Fischerdorf zum Badeort. Im Jahr 1925 gründete sich erneut ein Kurverein Norden/Norddeich. Im Sommer 1926 war in Norddeich jedes Fremdenzimmer besetzt. Im Jahr 1927 wurden 25.000 Gäste gezählt. Der Zweite Weltkrieg bremste die Entwicklung, weil die gesamte Küste fortan als militärisches Operationsfeld eingestuft war. Die Wehrmacht richtete in der Gastwirtschaft Friesenhof ein Kriegsgefangenenlager ein. Hier waren 40 Insassen aus Frankreich und Belgien untergebracht.
Nach dem Zweiten Weltkrieg setzt sich die Entwicklung zu einem Seebadeort fort. Maßgeblichen Anteil daran hatte der nach dem Krieg gegründete Bade- und Verkehrsverein für Norden und Norddeich. Im Juni 1951 wurde die neu errichtete Seebadeanstalt, sieben Jahre später das erste tidenfreie Schwimmbecken eröffnet. Im Jahre 1960 wurden 50.000 Übernachtungen verzeichnet.
Im Jahr 1962 übernahm ein kommunaler Zweckverband die Aufgaben des Bade- und Verkehrsverein für Norden und Norddeich.
Durch die Sturmflut vom 16. auf den 17. Februar 1962 wurde auch Norddeich stark betroffen. Die 1965 aus fünf kleineren Verbänden gegründete Deichacht Norden ließ den Deich wesentlich erhöhen und verstärken. Diese Maßnahmen dauerten bis 1988 an. Parallel dazu wurde im Jahre 1969 ein 80.000 Quadratmeter großer Sandstrand aufgespült. Im gleichen Jahr nahm die Jugendherberge ihren Betrieb auf.
Im Zuge einer Gemeindereform wurde 1972 die Gemeinde Lintelermarsch – so hieß sie verwaltungstechnisch zuvor – als Norddeich in die Stadt Norden eingemeindet. Die Kurbetriebs-GmbH der Stadt Norden wurde dadurch Nachfolger des kommunalen Zweckverbandes und förderte die Entwicklung zu einem Badeort weiter. Im Jahre 1973 eröffnete eine völlig neue Seebadeanstalt mit Meerwasserbadebecken, 1976 das Haus des Gastes. Um die Jahreswende 1979/1980 wurden ein Wellenhallenbad, ein weiterer Campingplatz, ein Freizeitzentrum und die Seehundaufzucht- und Forschungsstation ihrer Bestimmung übergeben. 1979 erhielt Norddeich das Prädikat Staatlich anerkanntes Nordseebad und 1983 wurde auf dem ehemaligen Betriebsgelände von Norddeich Radio ein Campingplatz eröffnet. Im Jahre 1992 erfolgte die Einweihung des Nationalpark-Zentrums, da das Wattenmeer zum Nationalpark erklärt wurde. In diesem Jahr begann auch der Bau des Therapiezentrums mit Kurklinik, der heutigen Dr. Becker Klinik Norddeich, sowie der Umbau und Erweiterung des „Haus des Gastes“; die Vollendung erfolgte vier Jahre später. Von 2002 bis 2003 wurde das alte Wellenbad in das Meerwassererlebnisbad Ocean Wave umgebaut. Heute verzeichnet Norddeich pro Saison etwa eine Million Übernachtungen. Um die Jahrtausendwende gab es einen großen Bauboom. Neben dem Tourismus ist die Fischerei weiterhin eine wichtige Erwerbsquelle.

### Entwicklung des Ortsnamens

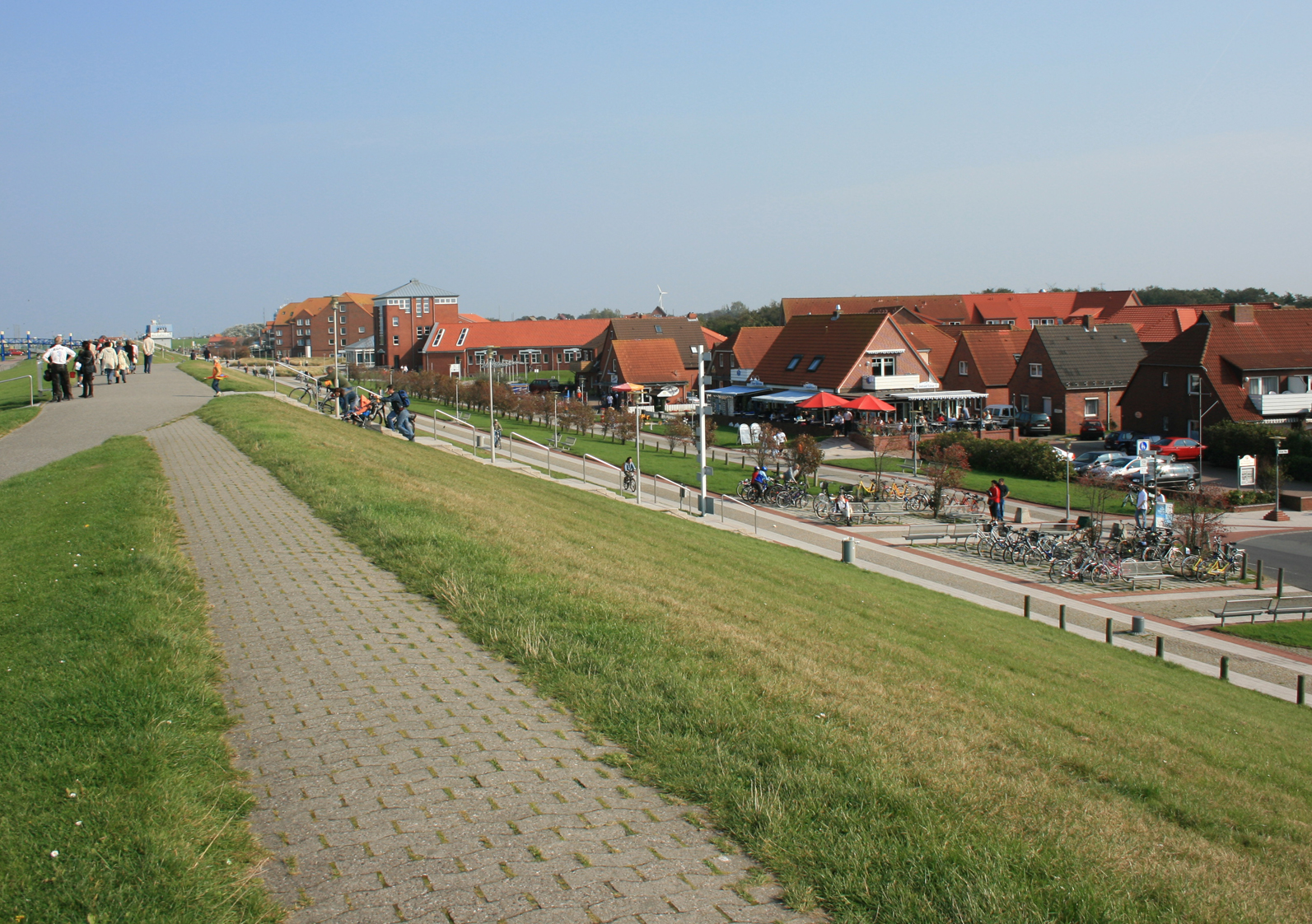
Häuser von Norddeich – Blick vom Deich aus auf den Ort im Jahr 2007

Norddeich ist aus der Gemarkung Lintelermarsch hervorgegangen. Diese wurde erstmals 1533 als in de Lynteler (Marsch) urkundlich erwähnt. Für das Jahr 1589 ist die Bezeichnung Lintel Marsch überliefert, die sich bis 1645 schließlich zu Linteler Marsch wandelt. Dabei handelt es sich um eine Zusammensetzung des Siedlungsnamens Lintel (historischer Stadtteil der Kernstadt Norden) mit Marsch.
Das heutige Norddeich wurde 1813 erstmals als Küstenbadeort genannt. In der Erdbeschreibung des Fürstenthums Ostfriesland und des Harlingerlandes von 1824 wurde es als Fischerhausen (…) am sogenannten Norddeich erwähnt. Dieser Name wurde später zu Norddeich verkürzt, was den nördlich von Norden gelegenen Deich bezeichnet.
Im ostfriesischen Plattdeutsch lautet der Ortsname Noorddiek, abgeleitet von der Himmelsrichtung, die auf Platt als Noord bezeichnet wird. Oft wird fälschlicherweise aber stattdessen ein sprachlicher Bezug zur Stadt Norden und der nach ihr benannten Insel Norderney hergestellt und Norddeich als Nörddiek bezeichnet, da die Stadt Norden auf Platt Nörden heißt. Der Zusammenfall beider hochdeutschen Formen der plattdeutschen Begriffe Nörden und Noord in einem hochdeutschen Wort, Norden, ist Zufall, die historische Herleitung des Städtenamens aus der Himmelsrichtung ist sehr umstritten.

### Einwohnerentwicklung
Die Gemarkung Lintelermarsch wurde 1972 als Norddeich in die Stadt Norden eingemeindet, weshalb hier die Einwohnerentwicklung für die ehemalige Gemeinde angegeben wird. 1824 bestand der Ort aus zwei Bauernhöfen und einem Wirtshaus. Ein wesentlicher Schub in der Einwohnerentwicklung ergab sich nach dem Ende des Zweiten Weltkriegs, als viele Flüchtlinge aus den früheren Ostgebieten des Deutschen Reiches aufgenommen wurden, deren Anteil lag 1946 bei 18,4 % und 1950 bei 20,6 %. Durch den Ausbau des Tourismus und die Zuwanderung meist älterer Bürger stieg die Einwohnerzahl von Norddeich bis 2010 weiter an.
| Jahr      | 1821 | 1848 | 1871 | 1855 | 1905 | 1925 | 1933 | 1939 | 1946 | 1950 | 1956 | 1961 | 1970 | 2009 | 2010 | 2016 | 2018 |
| --------- | ---- | ---- | ---- | ---- | ---- | ---- | ---- | ---- | ---- | ---- | ---- | ---- | ---- | ---- | ---- | ---- | ---- |
| Einwohner | 295  | 441  | 555  | 626  | 710  | 818  | 825  | 890  | 1338 | 1453 | 1212 | 1181 | 1383 | 1734 | 1747 | 1654 | 1542 |

## Politik

### Politische Orientierung
Norddeich gilt traditionell als Hochburg der Sozialdemokraten. Im Jahr 1919 erhielt die Partei bei den Wahlen zur Weimarer Nationalversammlung 49,9 Prozent der Stimmen. Bis 1924 führte ein starker Rechtsruck zu erheblichen Stimmenverlusten bei der SPD, die dennoch mit 30,4 Prozent der Stimmen stärkste Partei blieb. Mit 24,6 Prozent der Stimmen erreichte die rechtskonservative Deutschnationale Volkspartei Platz zwei, dicht gefolgt von der erstmals angetretenen NSDAP, die 22,2 Prozent erreichte. Bei den Wahlen von 1928 und 1930 konnte die SPD wieder kräftig zulegen und kam auf einen Stimmenanteil von 48,3 Prozent (1928) und 40,7 Prozent (1930), während die DNVP zunehmend Stimmenanteile an die NSDAP verlor, die 1930 mit 30,8 Prozent klar den zweiten Platz hinter der SPD einnahm. 1932 wurde die NSDAP mit 44,4 Prozent erstmals stärkste Partei, die SPD erhielt 36,3 Prozent der Stimmen. Bei den Wahlen im Jahre 1933 erhielt die NSDAP dann mit 50,7 Prozent der Stimmen die absolute Mehrheit, während sich die SPD bei 35,7 Prozent stabilisierte.
Nach dem Zusammenbruch der nationalsozialistischen Herrschaft konnte die SPD sämtliche Bundestagswahlen von 1949 mit Resultaten zwischen 45,2 Prozent (1953) und 61,5 Prozent (1972) für sich entscheiden. Bei den ersten Wahlen 1949 war der Anteil der Wähler, die ihre Stimme für eine Splittergruppe abgegeben hatten, mit 17,9 Prozent außergewöhnlich hoch und ist seitdem stark abgesunken. Die CDU, die 1949 mit 5,5 Prozent nur eine unbedeutende Rolle spielte, konnte ihr Ergebnis bis 1972 auf 38,9 Prozent steigern. Seit der Gemeindegebietsreform 1972 wird Norddeich von einem Ortsvorsteher gegenüber der Stadt Norden vertreten. Dieses Amt bekleidete bis 2017 Johann Saathoff, dem Enno Janssen folgte.

### Wappen
| Wappen der früheren Gemeinde Lintelermarsch | Blasonierung: „Unter grünem Schildhaupt, darin ein silberner (weißer) Fisch mit goldenen (gelben) Flossen, in Silber (Weiß) ein roter Blitz.“ |
| Wappen der früheren Gemeinde Lintelermarsch | Wappenbegründung: Das von Ulf-Dietrich Korn entworfene Wappen der ehemaligen Gemeinde Lintelermarsch, die seit der Gemeindegebietsreform 1972 den Ortsteil Norddeich bildet, wurde am 26. Juli 1960 vom Regierungspräsidenten in Aurich genehmigt. Es spiegelt die Geschichte des Ortes wider. Der Fisch erinnert an den Fischereihafen Norddeich und der Blitz an die frühere Sendestelle für den Seefunkdienst „Norddeich Radio“, die Farbgebung Rot-Silber wurde vom Anstrich der Sendetürme übernommen. Das Grün im Wappen steht für die Landwirtschaft. |

## Religion
Größte Glaubensgemeinschaft in Norddeich ist die Evangelisch-lutherische Kirche. Mehr als 60 Prozent der Einwohner gehören ihr an. Die Kirchengemeinde zählt zum Kirchenkreis Norden, der Bestandteil der Hannoverschen Landeskirche ist. Die lutherische Kirche hat in den Landkreisen Aurich und Wittmund die höchsten Anteile von Lutheranern in ganz Deutschland. Eine erste Kirche wurde 1975 erbaut. Bis 1978 waren die Lutheraner des Ortes Teil der Ludgeri-Kirchengemeinde Norden, seitdem ist sie als Kirchengemeinde Arche selbstständig und damit eine der jüngsten des Kirchenkreises Norden. Zurzeit hat die Gemeinde eine Größe von etwa 1000 Mitgliedern, eine Zahl, die vor allem in den Sommermonaten durch Urlaubsgäste stark anwächst.
Die freikirchliche Friedensgemeinde entstand 1972 aus einem seit 1952 bestehenden Hauskreis. Im Jahr 2010 gehörten ihr etwa 150 Mitglieder an. Die Gemeinde feiert ihre Gottesdienste in der Friedenskirche der Tagungs- und Familienferienstätte Haus Nazareth.

## Wirtschaft und Infrastruktur

### Wirtschaft

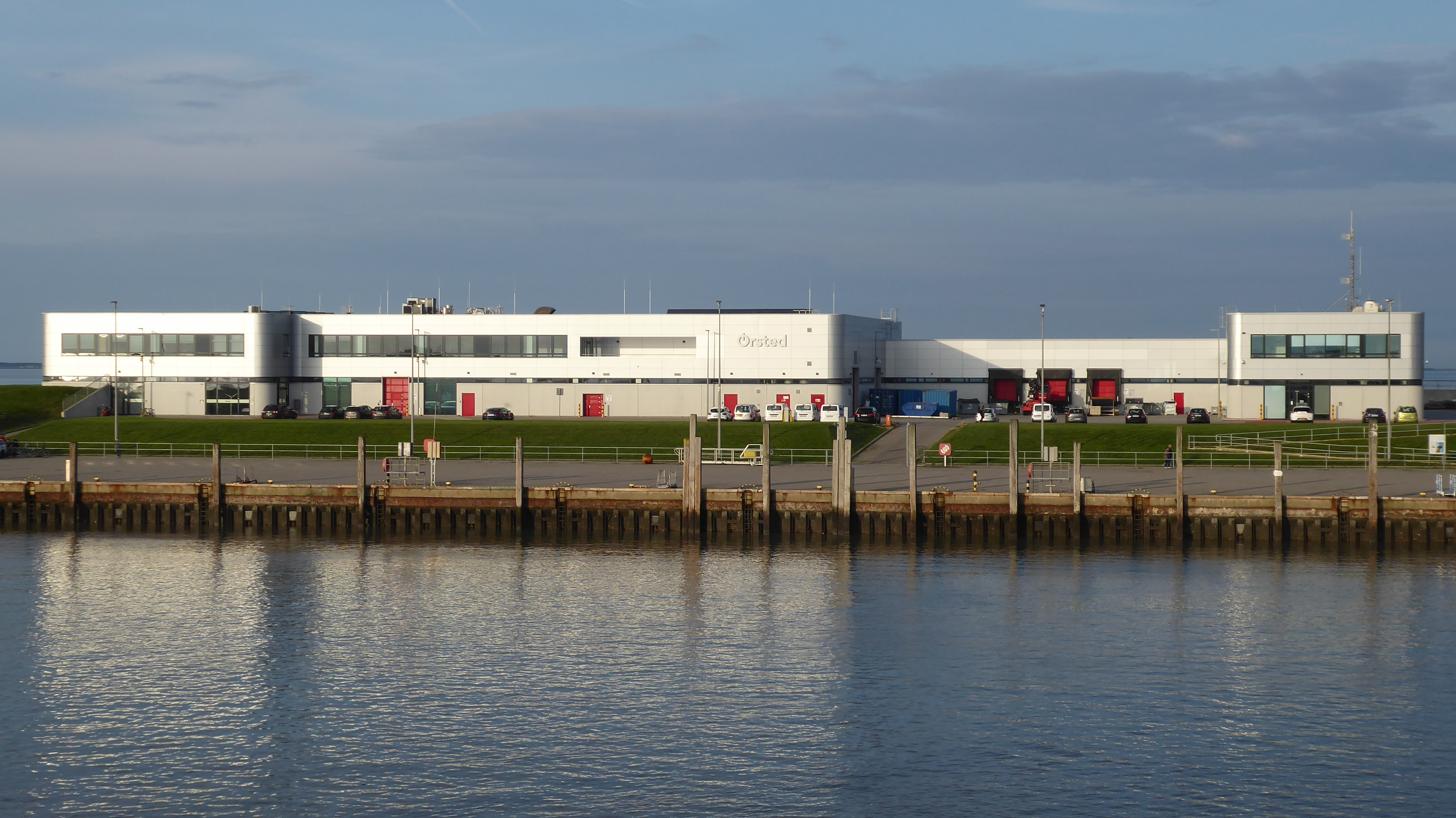
Ørsted-Stützpunkt am Fischereihafen

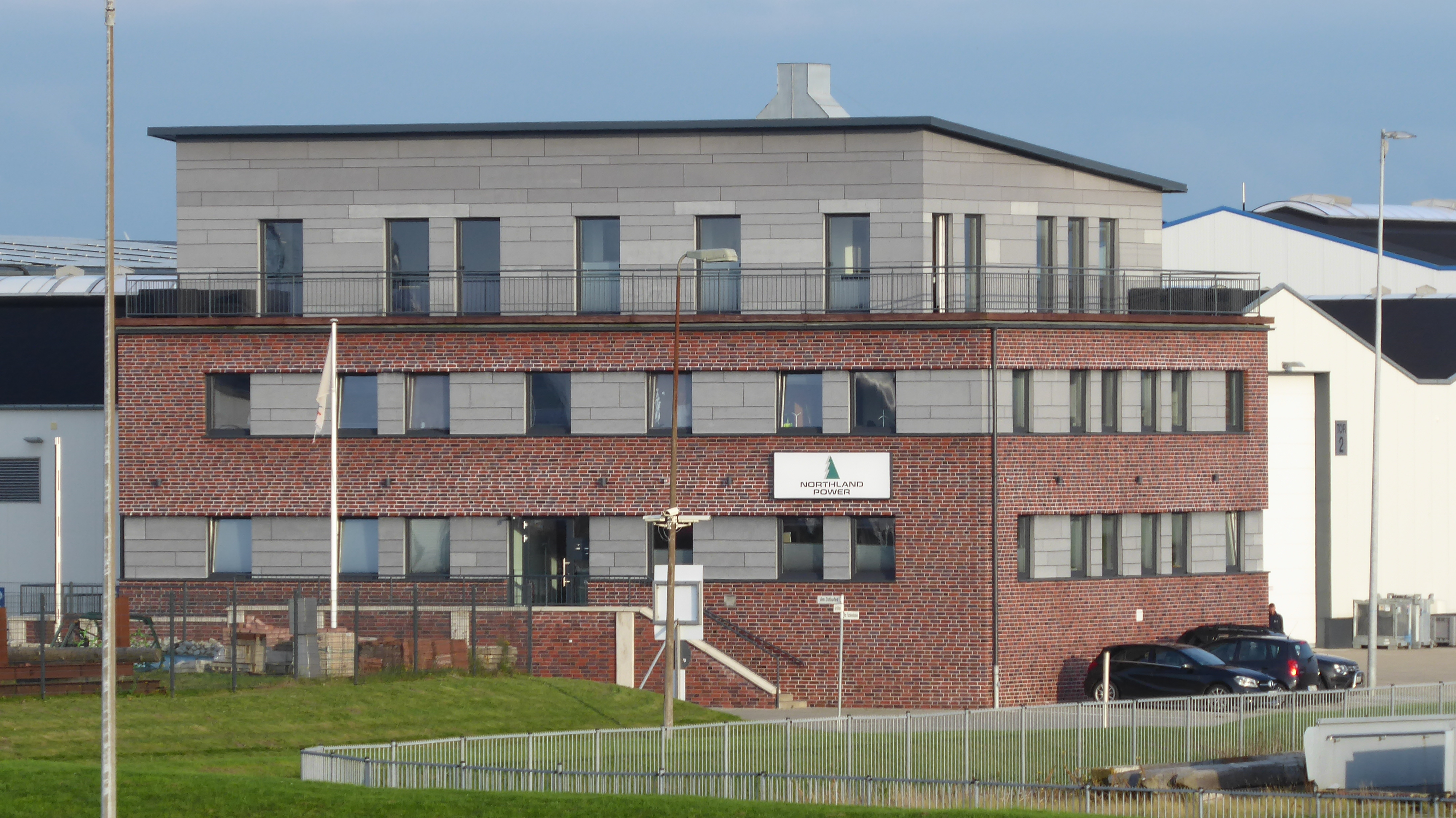
Northland-Power-Stützpunkt am Fischereihafen

Die vorherrschenden Wirtschaftsbranchen sind der Tourismus und der Einzelhandel. Das Geschäftsleben des Ortes konzentriert sich insbesondere auf die beiden Hauptzufahrtsstraßen Dörper Weg und Norddeicher Straße sowie einige weitere Straßenzüge am Deich und der Kurpromenade. Dort haben sich, neben Hotels und Pensionen, viele Restaurants und Souvenirgeschäfte angesiedelt. Daneben ist die Fischerei weiterhin eine wichtige Erwerbsquelle.
Das Beherbergungs- und Gaststättengewerbe ist die Haupteinnahmequelle und die Existenzgrundlage eines Großteils der Bewohner Norddeichs. Insgesamt gibt es 1028 Vollarbeitsplätze in der Tourismusbranche. Dazu kommt eine große Zahl an Teilzeitstellen oder auf Aushilfsbasis. In Hotels, Pensionen, Gäste- und Ferienwohnungen stehen über 8000 Betten zur Verfügung. 1989 überschritten die Übernachtungszahlen erstmals die Millionengrenze. Aktuell werden pro Saison werden in der gesamten Stadt Norden etwa 1,3 Millionen Übernachtungen verzeichnet, ein großer Anteil hiervon in Norddeich. Der größte Teil der Gäste kommt aus Nordrhein-Westfalen (Rund 40 Prozent), gefolgt von Niedersachsen mit 8 Prozent sowie Hessen, Rheinland-Pfalz, Baden-Württemberg und Bayern mit zusammen 25 Prozent. Aus den neuen Bundesländern stammen 4 Prozent der Besucher. Der Anteil ausländischer Gäste ist mit 1,5 Prozent gering. Die durchschnittliche Aufenthaltsdauer der Gäste liegt bei fast acht Tagen. Der Großteil der Gäste reist in den Monaten Juli und August nach Norddeich, während die Nachfrage in den Wintermonaten deutlich nachlässt. Durch den Tourismus wird jährlich ein Umsatz von rund 44,3 Millionen Euro erzielt. Davon entfallen allein 39,5 Millionen auf den Übernachtungstourismus.
Die beiden Energieversorgungsunternehmen Ørsted und Northland Power betreiben im Bereich des Fischereihafens Wartungs- und Servicestützpunkte für ihre Offshore-Windparks in der deutschen Nordsee.

### Verkehr

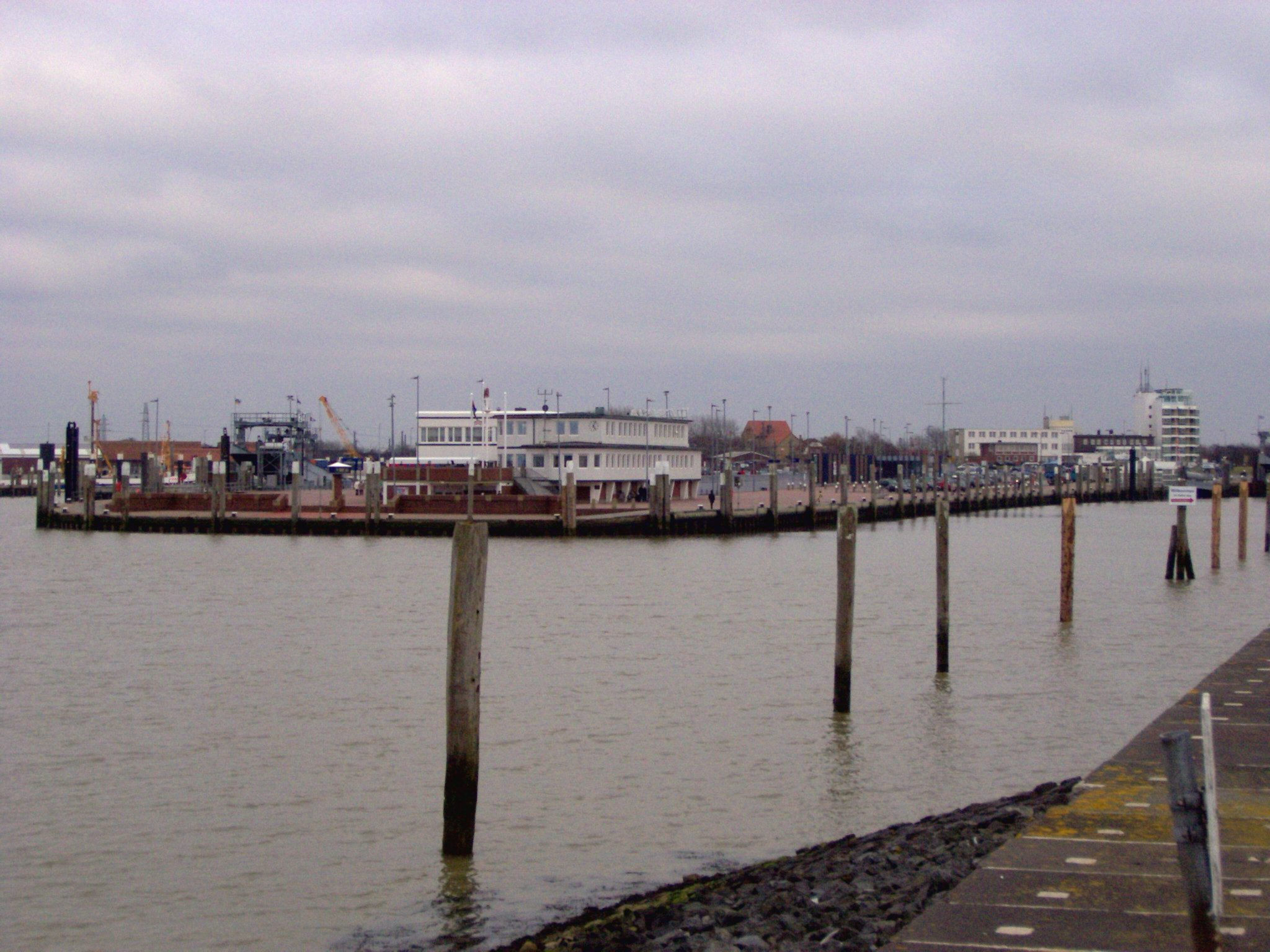
Fährhafen

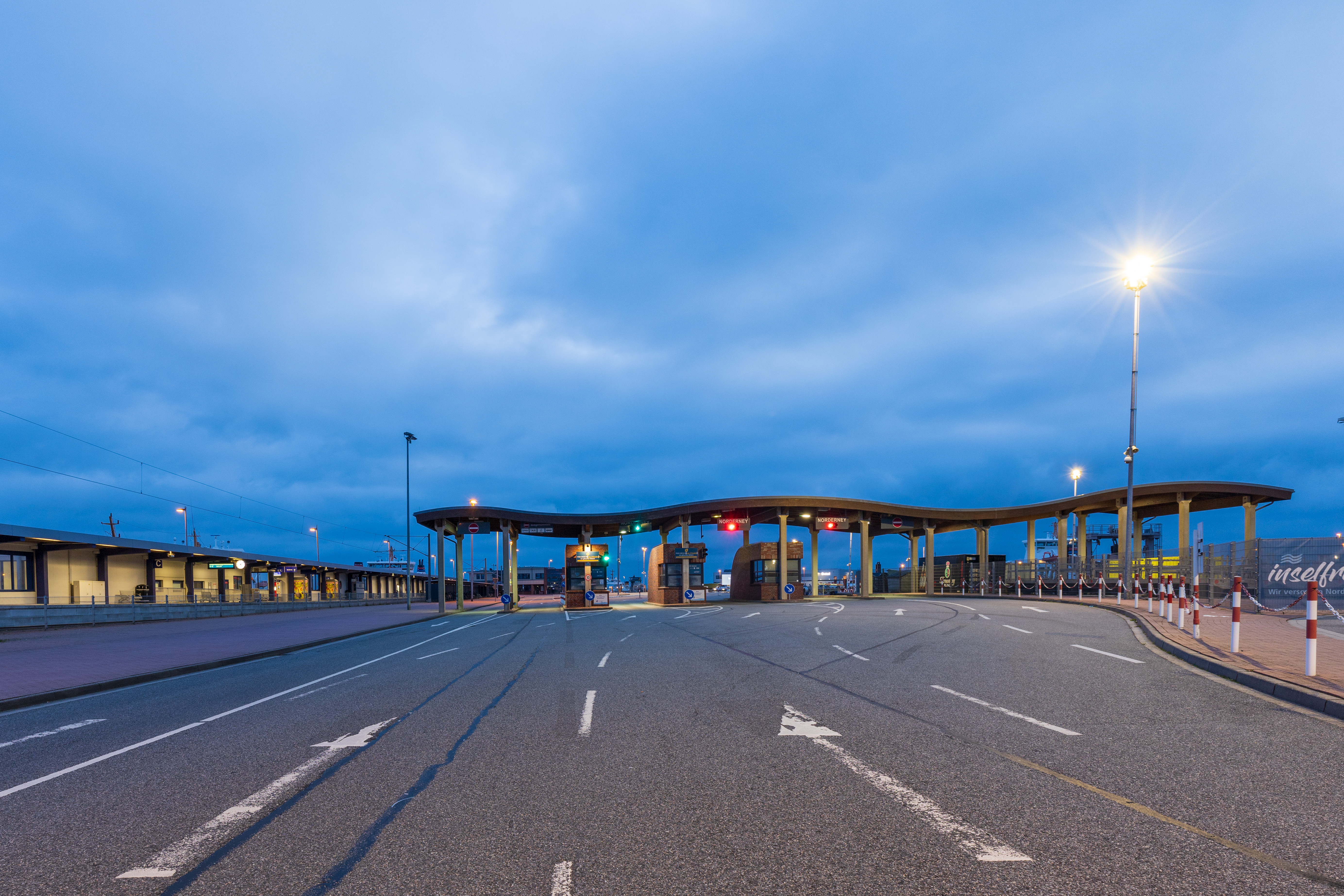
Fährterminal und Bahnhof (links)

Von Bedeutung für die Entwicklung der Region sind der Norddeicher Hafen und der Flugplatz Norden-Norddeich, von denen die Versorgung der Nordseeinseln Juist und Norderney sichergestellt wird. Die Reederei Norden-Frisia ist für den Fährverkehr zu den beiden Inseln zuständig; die Tochtergesellschaft FLN Frisia-Luftverkehr GmbH betreibt den Luftverkehr.

#### Schiffsverkehr
Der Norddeicher Hafen dient vorwiegend dem Fähr- und Frachtverkehr zu den ostfriesischen Inseln Juist und Norderney. Er ist nach Puttgarden und Rostock der drittgrößte Personenhafen Deutschlands und der größte in Niedersachsen. Jährlich gelangen rund 2,5 Millionen Passagiere von hier zu den Inseln Norderney und Juist. Daneben werden pro Jahr 175.000 Fahrzeuge zur Insel Norderney transportiert, welche im Sommer im Stundentakt angefahren wird. Insgesamt werden zu beiden Inseln zirka 11.000 Linienfahrten pro Jahr angeboten.
Die Fischereiflotte hat ihr Domizil heute im Osthafen, der Westhafen bietet Platz für bis zu 400 Yachten.

#### Straßenverkehr
Unmittelbar an den Zufahrtsrampen zu den Fähren nach Norderney und Juist beginnt die Bundesstraße 72, die bis zur Bundesautobahn 1 bei Cloppenburg führt. Über die B 72 und (ab Georgsheil) über die Bundesstraße 210 ist an der Anschlussstelle Emden-Mitte die Bundesautobahn 31 erreichbar, die von Emden bis ins Ruhrgebiet führt. Die Landesstraße 5 verbindet Norddeich mit dem östlichen Teil der ostfriesischen Halbinsel, und den dort gelegenen Küstenbädern.

#### Flugverkehr
Norddeich besitzt im Westen des Ortsteils einen Sonderlandeplatz mit einer asphaltierten Start- und Landebahn von 720 Meter Länge und 20 Meter Breite. Von hier aus bedient die FLN Frisia-Luftverkehr einen ganzjährigen Bedarfsflugverkehr mit festen Abflugzeiten nach Juist und Norderney. Daneben werden Rundflüge, Tagesausflüge zu den Inseln Borkum, Baltrum, Langeoog und Wangerooge sowie nach Helgoland angeboten.
Zum Offshore-Windpark-Testfeld alpha ventus nordnordwestlich von Borkum besteht ein Helikopter-Service.

#### Bahnverkehr
Norddeich ist als einziger Kur- und Erholungsort mit dem Bahnhof Bahnhof Norddeich an der ostfriesischen Küste direkt über das Netz der Deutschen Bahn erreichbar. Der Haltepunkt Norddeich Mole, welcher den Anfangspunkt der Strecke nach Rheine markiert, befindet sich direkt an den Fähranlegern. 500 Meter von ihm entfernt und nur durch einen Bahnübergang der Hafenstraße getrennt, liegt der Bahnhof Norddeich. Obwohl die beiden Stationen so nah beieinander liegen, gab es tarifliche Unterschiede. Inzwischen sind die beiden Tarifpunkte aber tariflich gleichgestellt. Beide werden von Intercitys der Linien 35 und 56 als auch vom Regional-Express der Linie 1 bedient. Saisonal werden auch einzelne Fahrten der Linie IC 35 mit ICE angeboten.
| Linie                    | Takt                 | Linienverlauf |
| ------------------------ | -------------------- | --- |
| RE1                      | Zweistundentakt      | Norddeich Mole – Emden – Leer – Oldenburg – Bremen – Verden – Nienburg – Hannover |
| IC 35                    | Mehrere Züge täglich | (Norddeich Mole oder Emden Außenhafen) – Leer (Ostfriesl.) – Lingen – Rheine – Münster (Westfalen) – Wanne-Eickel – Oberhausen – Duisburg – Düsseldorf – Köln – Bonn – Koblenz – Mainz – Mannheim – Stuttgart Freitags: (nicht über Stuttgart) Karlsruhe – Konstanz |
| IC 56                    | einzelner Zug        | (Norddeich Mole –) Oldenburg – Bremen – Hannover – Magdeburg – Potsdam – Berlin (Wannsee – Hbf – Ostbf) – Cottbus (nur Richtung Nordsee, Gegenzug aus Emden Außenhafen)                                                                                             |
| Stand: 10. Dezember 2023 |                      | |

Zwischen Norddeich Mole und Bremen sind die Intercitys mit allen Nahverkehrstickets nutzbar.

### Rettungsstation der DGzRS

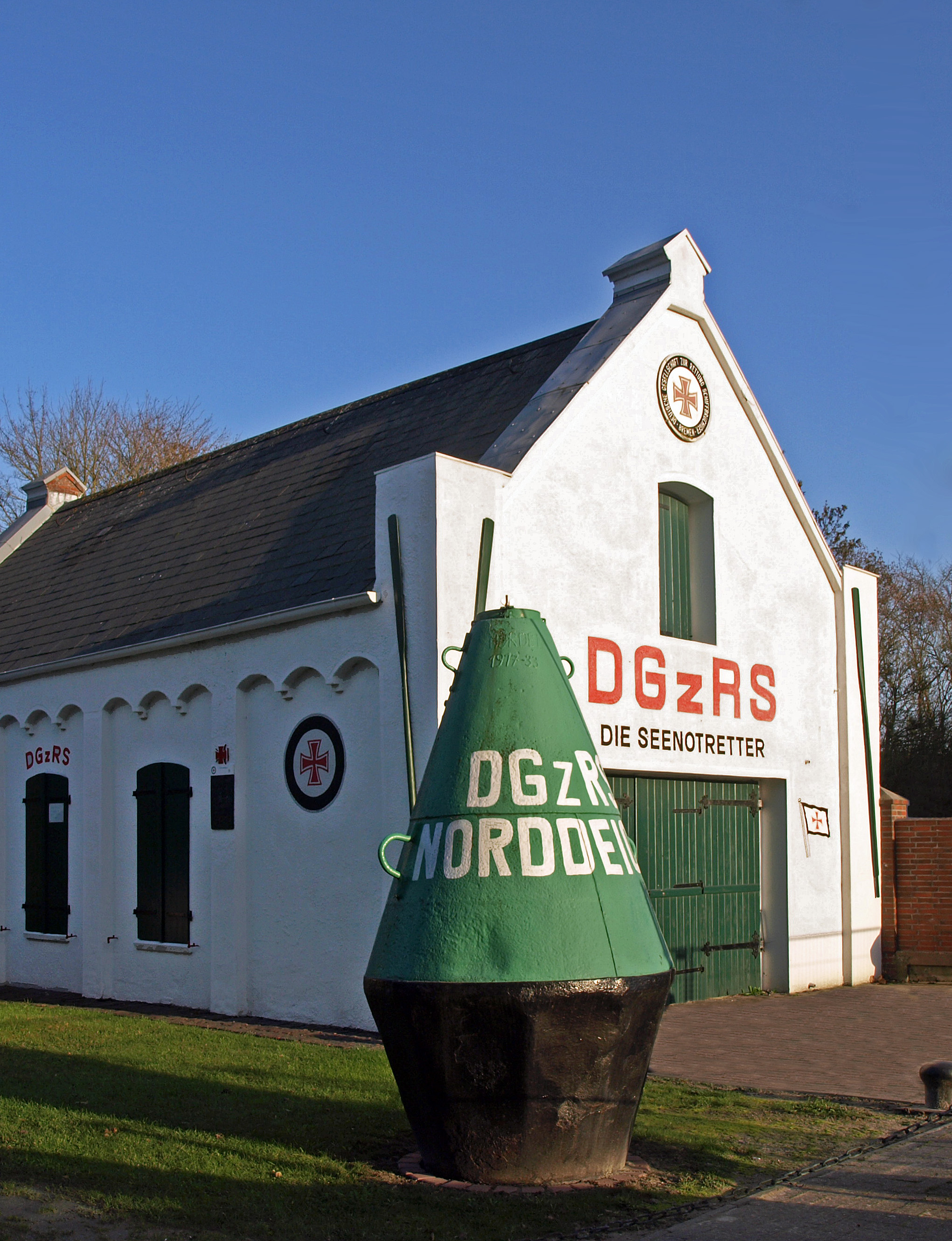
Rettungsschuppen von 1886

Die Geschichte der Rettungsstation reicht zurück bis 1886, als die Deutsche Gesellschaft zur Rettung Schiffbrüchiger (DGzRS) in Norddeich eine erste Rettungsstation einrichtete. Nach Schließung der Station 1930 erfolgte 1990 eine Wiedereröffnung und seitdem liegt im Fährhafen ein Seenotrettungsboot für die Seenotrettung im Wattenmeer.
An der Tunnelstraße steht der denkmalgeschützte Rettungsschuppen von 1886, der heute eine Ausstellung (Öffnungszeiten: Dienstag und Donnerstag, jeweils von 10:30 bis 12:30 Uhr und nach Absprache) historischer Rettungsgeräte sowie Modelle von Rettungseinheiten zeigt.

### Bildung und Schulen
Die Grundschule Norddeich ist barrierefrei gestaltet. Die etwa 80 Schüler werden von acht Lehrkräften unterrichtet. Weiterführende Schulen finden sich in der Kernstadt von Norden.
Gymnasiale Beschulung wird am Ulrichsgymnasium sowie den zwei Fachgymnasien in Norden sichergestellt. Dort befinden sich auch die für Norddeich zuständigen Haupt-, Real- und Gesamtschulen. Berufsbildende Schulen befinden sich in Aurich, Emden und Norden. Diese drei Schulen stimmen ihr Angebot aufeinander ab, so dass möglichst keine Doppelangebote entstehen. Die nächstgelegene Fachhochschule ist in Emden, die nächstgelegene Universität in Oldenburg.

## Kultur und Sehenswürdigkeiten

### Museen und Bauwerke

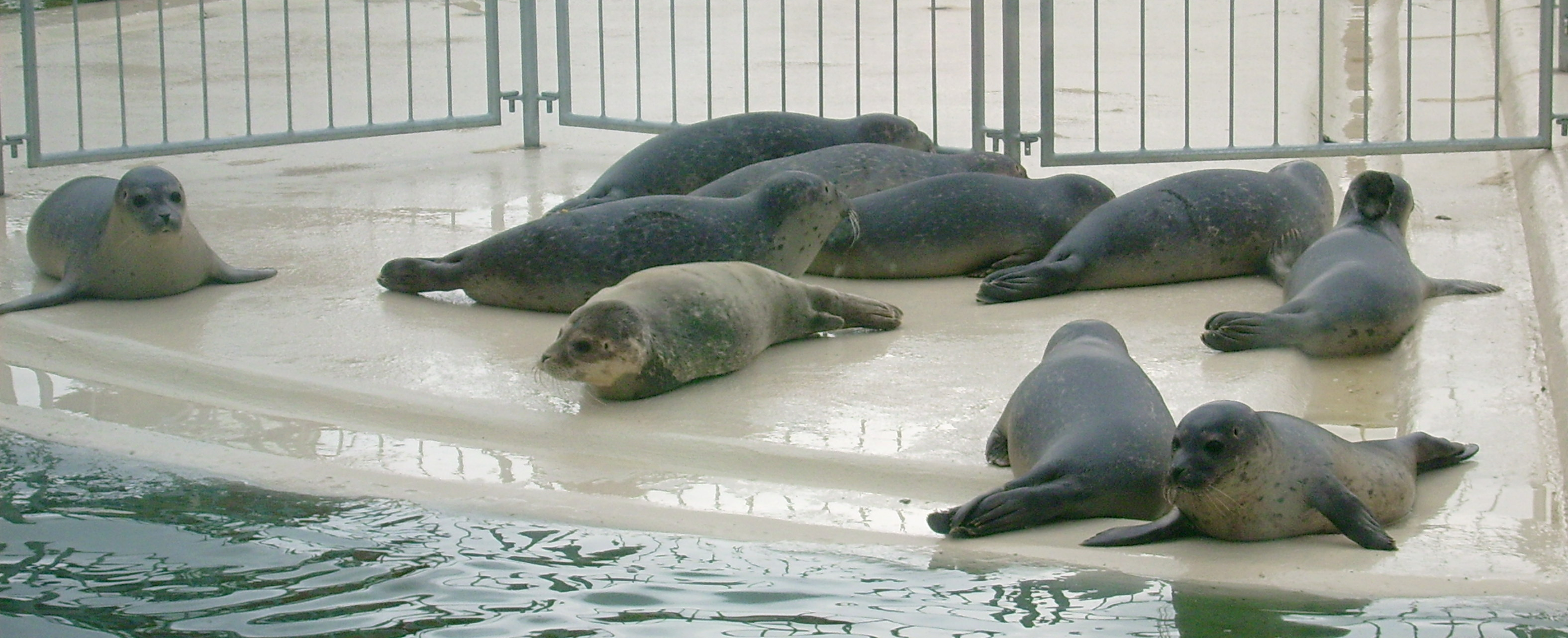
Seehunde in der Aufzuchtstation

Die Seehundstation Nationalpark-Haus wurde 1971 gegründet, das Nationalparkzentrum 1993 ergänzt. Seit 2006 sind die beiden Einrichtungen organisatorisch zusammengelegt. Der Schwerpunkt der Ausstellung liegt auf Seehunden, Kegelrobben und den anderen Meeressäugern im Wattenmeer. Außerdem wird die Artenvielfalt des Wattenmeeres dargestellt. Besucher können bei der Pflege kranker oder mutterlos aufgefundener Säuger zusehen. Jährlich besuchen bis zu 250.000 Besucher die Einrichtung.

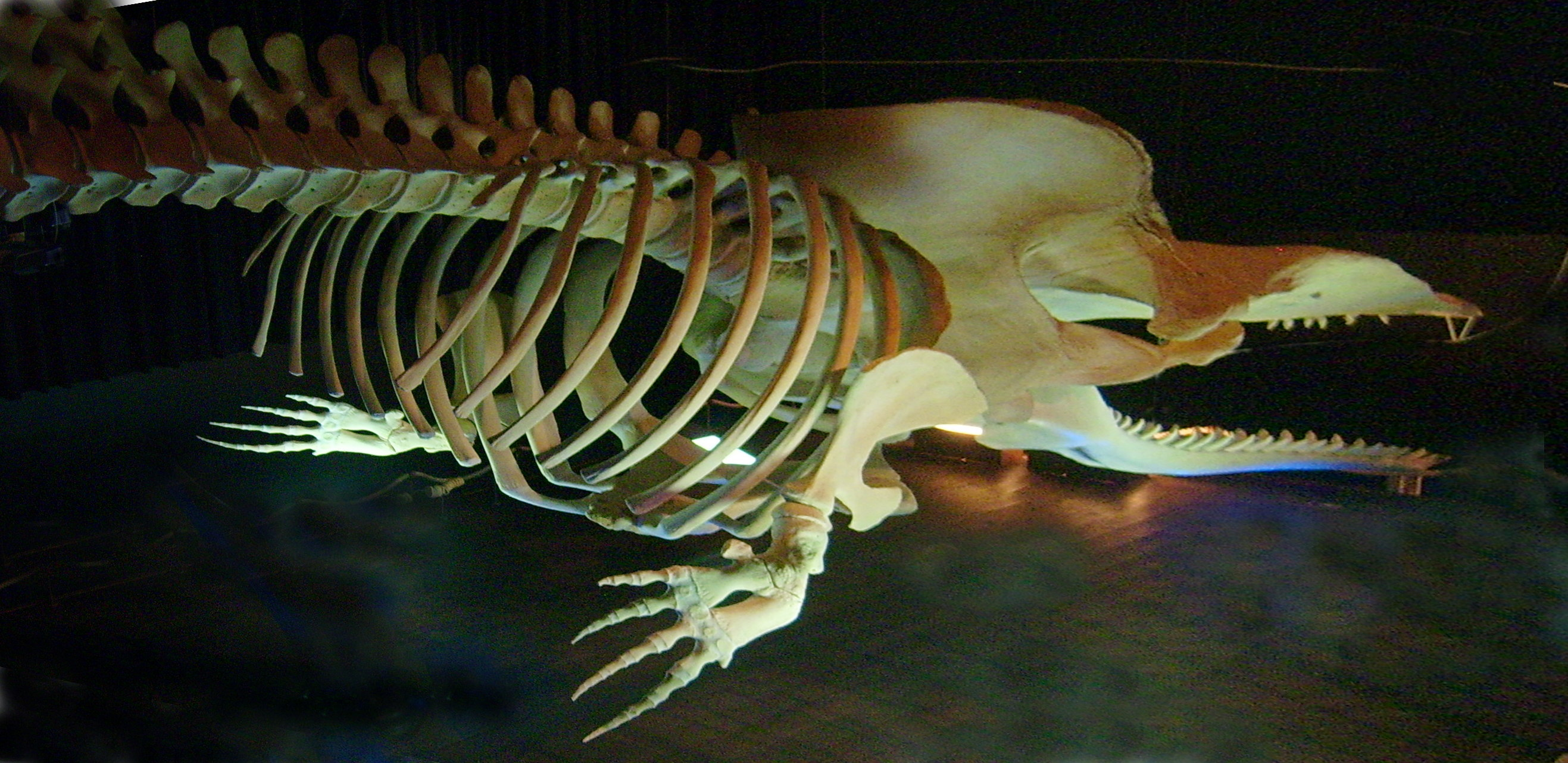
Pottwalskelett im Waloseum

Im heutigen Ortsteil Osterloog befindet sich das Waloseum. Im Mittelpunkt steht das 15 Meter lange und zwei Tonnen schwere Skelett eines Pottwals, der 2003 im Watt zwischen Norddeich und Norderney strandete und verendete. Das Museum zeigt die Entwicklungsgeschichte der Pottwale und erläutert die Strandungen von Walen vor der Norder Küste ebenso wie das Zusammenspiel von Ebbe und Flut. Außerdem verfügt das Waloseum über ein Meerwasseraquarium. Ergänzend wird eine Ausstellung „Vogelwelt der Küste“ gezeigt.
Einer der beiden Standorte der ehemaligen Küstenfunkstelle von Norddeich Radio befinden sich östlich des Ortes. Die Geschichte des Senders wird im Funktechnischen Museum Norddeich Radio in der Norder Innenstadt gezeigt.

### Sport
Norddeich bietet viele Möglichkeiten, Sport auszuüben. Zu nennen ist in erster Linie das als Freizeitbad konzipierte und im Jahre 1979 erstmals errichtete und mehrmals umgebaute Meerwasserwellenbad Ocean Wave, das inzwischen privat betrieben wird. Es ist in seiner Architektur von großen Passagierschiffen geprägt. Es verfügt insgesamt über fast 950 Quadratmeter Wasserfläche, von denen alleine das so genannte Erlebnisbecken 300 Quadratmeter einnimmt. Weiterhin gibt es ein (außendeichs gelegenes) städtisches Freibad. Die Wirtschaftsbetriebe der Stadt Norden unterhalten ebenfalls das Frisia-Bad, das älteste Hallenbad im Landkreis Aurich. Es wurde am 18. September 1964 eröffnet. Die Gymnastikhalle Norddeich und die Sportanlage Norddeich mit Fußballplatz sind weitere von der Stadt unterhaltene Sportanlagen.
Daneben wird Windsurfen, Wellenreiten, Kitesurfen, Reiten, Beachsoccer, Tennis, Minigolf und Golf angeboten.
Der Yacht-Club Norden e. V. wurde 1961 gegründet. Er ist mit mehr als 500 Mitgliedern größter Verein im Ort.
Der Spiel- und Sportverein (SuS) Frisia Norddeich e. V. wurde am 21. Oktober 1967 gegründet. Der Verein bietet die Sportarten Fußball, Tischtennis, Leichtathletik und Gymnastik an.
Die Pferdesportgemeinschaft Norddeich e. V. bietet Reitsport an. Weiterhin gibt es noch den Klootschießer- und Boßelverein Goode Flücht Norddeich e. V. von 1912, der der älteste Verein des Ortes ist.

### Regelmäßige Veranstaltungen
Das Norddeicher Drachen- und Windspielfestival wird alljährlich am Wochenende um Christi Himmelfahrt begangen. Parallel zum Drachenfest findet ein Wettkampf von Lenkdrachenpiloten statt.
Das Wikingerlager ist ein Markt mit einem von der Wikingerzeit inspirierten Ambiente. Er wird seit einigen Jahren zur Erinnerung an die Schlacht von Hilgenriedersiel begangen, bei der die Friesen die Wikinger entscheidend schlugen. An vier Tagen gibt es ein rund 50 Zelte umfassendes Lager. Sowohl die Darsteller und Mitwirkenden, als auch ein Teil der Besucher, kleiden sich in fantasievolle oder mittelalterlich wirkende, ein geringerer Teil sogar in genau rekonstruierte, Gewandungen. Zum Höhepunkt des Wikingerlagers wird die Schlacht nachgestellt.

## Persönlichkeiten

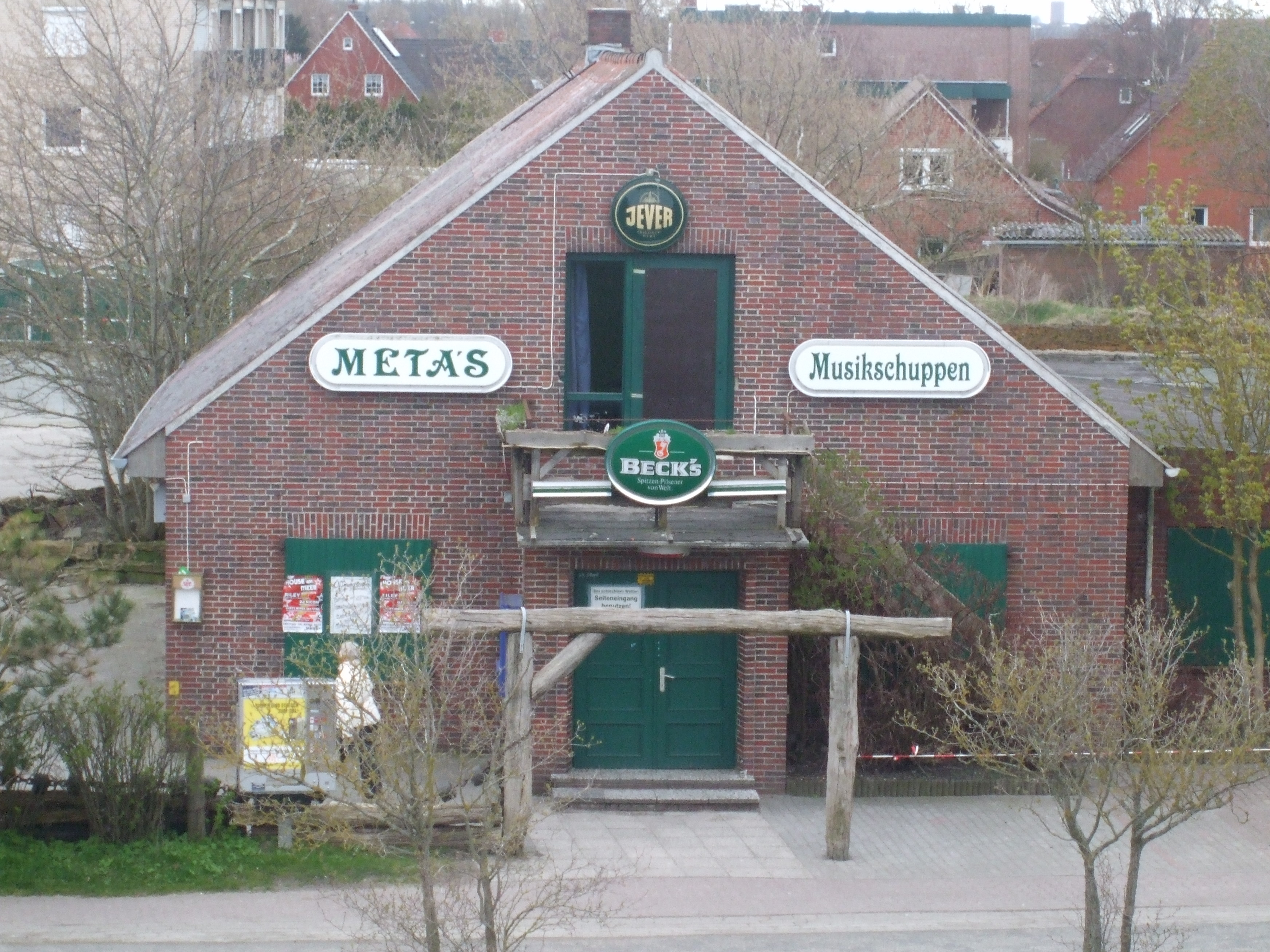
Metas Musikschuppen im Jahr 2010

Meta Rogall war in den 1960er Jahren eine Wegbereiterin der Beatmusik in Ostfriesland. In ihrem Haus Waterkant traten ab 1961 Bands aus Großbritannien, den Niederlanden und Deutschland auf, darunter auch Otto Waalkes mit seiner Beat-Band The Rustlers. In späteren Jahren war Otto dann für kurze Zeit DJ im Haus Waterkant. Wurde Rogall von offizieller Seite die Anerkennung für ihr Wirken lange Zeit verwehrt, gibt es inzwischen Bücher, das Musical Meta, Norddeich der Landesbühne Niedersachsen Nord sowie eine DVD-Video-Dokumentation des Medienzentrums Norden über ihr Leben. Die über Ostfriesland hinaus bekannte Diskothek besteht noch heute, heißt inzwischen jedoch Metas Musikschuppen.